# Amber Hills (California)
Amber Hills es un área no incorporada ubicada en el condado de San Bernardino en el estado estadounidense de California.

## Geografía
Amber Hills se encuentra ubicada en las coordenadas 34°8′32″N 117°12′31″O / 34.14222, -117.20861.